# Loučka (Polsko)
Loučka (polsky Łączka, německy Landschka) je vesnice v jižním Polsku ve Slezském vojvodství v okrese Těšín v gmině Dubovec. Leží na území Těšínského Slezska v kopcovité krajině Slezského podhůří.
Podle sčítání lidu v roce 2011 zde žilo 296 obyvatel, čímž se jedná o druhou (po Hrčavě) nejméně lidnatou vesnici na celém Těšínsku. Rozloha obce činí 1,92 km².
První písemná zmínka o Loučce pochází z roku 1446. Patřila k Těšínskému knížectví a v roce 1920 byla spolu s celým východním Těšínskem rozhodnutím Konference velvyslanců připojena k Polsku.
Prochází tudy rychlostní silnice S52 Bílsko-Bělá – Český Těšín, jejímž pokračováním je česká dálnice D48, a také „stará cesta“ z Bílska-Bělé do Těšína.

## Odkazy

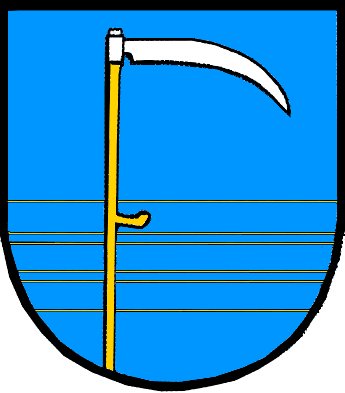
Neoficiální znak